# 服部義
服部 義（はっとり ただし、1977年2月22日 - ）は、日本のAV男優、出張ホスト。

## 人物
- クラーク記念国際高等学校卒業[1]。
- 元サーフ系で茶髪の男優で過去にユーロビートとパラパラを愛していた。
- 初体験は19歳のとき[2]。
- 26歳まで肉体労働の仕事をしており、セックスよりもAV好きのオナニストだった[2]。
- AV男優になったきっかけは、AVのパッケージの「白ブリ隊募集」の求人を見て応募したことだった[2]。

## 出演作品
- 僕がイッたイカせた女たち2
- 義母がすけべでが身がもたない15
- 夏川あき 親友の彼女6（一本道）
- 彼氏の親友と 夏川あき（CHUCHU)
- 小雪七変化 後編　原小雪（カリビアンコム）
- 原小雪 挑発的なカラダで濃厚3P（一本道）
- 拘束潮吹き女帝　石川鈴華（カリビアンコム）
- オナニーみせっこ変態プレー　小桜沙樹（カリビアンコム）
- パイパンバレリーナ　木下瑠璃（カリビアンコム）
- グラマラス　涼宮こなた（一本道）
- つかもと友希　はだかの履歴書（一本道）
- 執事愛撫喫茶 第3章 つばさ花音（カリビアンコム）
- イケメン執事愛撫喫茶 特集ページ
- 美★ジーンズ Vol.21　優木れん（カリビアンコム）
- Club Prince 私の王子様
- まさか叔母ちゃんに筆下ろしされるとは…
- 山口まゆ　ブッカケアキバガール（エロックスジャパン）
- 萌え猫ニャンニャン　山口まゆ（カリビアンコム）
- 萌え娘にぶっかけ大放出！　山口まゆ（一本道）
- 飯島なつき　制服と巨乳と、時々、牛（エロックスジャパン）
- 制服美巨乳しか見たくない　飯島なつき（カリビアンコム）
- 飯島なつき　美巨乳をセイフク（一本道）
- ギロッポンNo.1キャバ嬢　飯島なつき（エキゾティカ）
- エロ カワイイ！04　飯島なつき（エロエロオヤジ）
- カリスマキャバ嬢の夜の営み（サンクチュアリ）
- 特命係長 摩良野仁 第11話 歪んだ挑戦状
- 特命係長 摩良野仁 第12話 夢のまた夢
- カリスマキャバ嬢　飯島なつき（カリビアンコム）
- 飯島なつき　90cmのプルルンボイン（一本道）
- ギロッポンNo.1キャバ嬢　飯島なつき（エキゾティカ）
- エロ カワイイ！04　飯島なつき（エロエロオヤジ）
- カリスマキャバ嬢の夜の営み（サンクチュアリ）
- 巨乳美尻女子　倉田杏里（カリビアンコム）
- 興奮の美乳探訪　倉田杏里（一本道）
- セクシー乱舞　倉田杏里（サンクチュアリ）
- 上原美紀　神風ガールズ2
- 麻布レオナにぶっかけろ　麻布レオナ（カリビアンコム）
- 休日の過ごし方 あまえんぼうバージョン　夢実あくび
- 石川みずき　巨乳幼獣GAL（一本道）
- 可愛い僕の家庭教師　愛川香織（カリビアンコム）
- 杉浦彩　THE GIRL NEXT DOOR～隣の女の子～1号室（一本道）
- 伝説の女優 ～小澤マリア～ PT2（一本道）
- もし梨菜がソープ嬢だったら　小泉梨菜（カリビアンコム）

他多数